# Werner Janensch

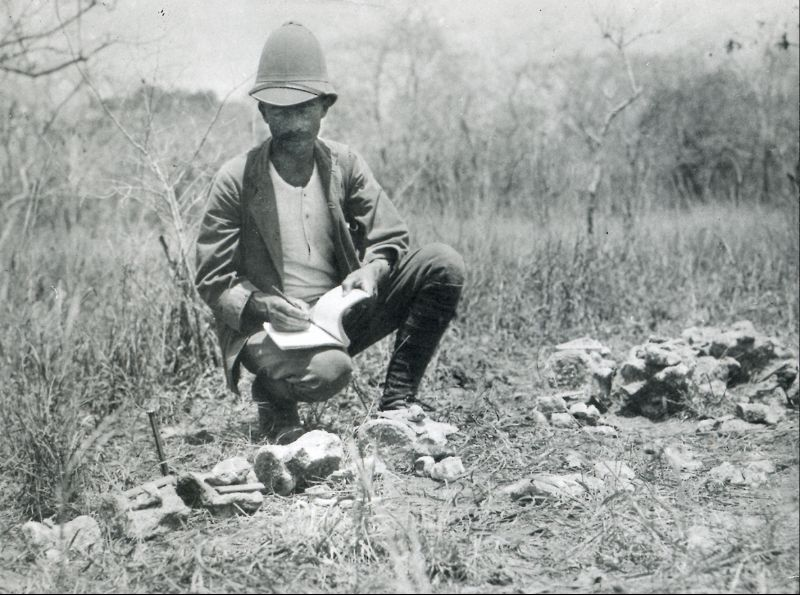
Werner Janensch am Tendaguru

Werner Ernst Martin Janensch (* 10. November 1878 in Herzberg (Elster); † 20. Oktober 1969 in Berlin) war ein deutscher Paläontologe, Geologe und Forschungsreisender.
Werner Janensch war einer der herausragenden deutschen Wirbeltierpaläontologen der ersten Hälfte des 20. Jahrhunderts und, neben Friedrich von Huene, der wohl bedeutendste deutsche Dinosaurierspezialist. Er ist insbesondere bekannt für seine Führung der Deutschen Tendaguru-Expeditionen, die er ab 1909 als Kustos des Berliner Zoologischen Museums unternahm und deren Resultate er in seiner langen Forscherlaufbahn zwischen 1914 und 1961 in zahlreichen Monographien und kürzeren Arbeiten veröffentlichte. Janensch benannte unter anderem die Dinosaurierarten Giraffatitan brancai, Dicraeosaurus hermanni, Dicraeosaurus sattleri und Elaphrosaurus bambergi.
Die Königlich-Preußische Akademie der Wissenschaften ehrte ihn 1911 mit der silbernen Leibniz-Medaille. 1912 wurde er zum Professor am Geologisch-Paläontologischen Institut der Friedrich-Wilhelms-Universität Berlin ernannt. 1913 wurde er Mitglied und 1958 Ehrenmitglied der Paläontologischen Gesellschaft.

## Werke (Auswahl)
- Janensch, W. 1914. Übersicht über die Wirbeltierfauna der Tendaguruschichten, nebst einer kurzen Charakterisierung der neu aufgeführten Arten von Sauropoden. Archiv für Biontologie 3(1):81-110.
- Janensch, W. 1920. Ueber Elaphrosaurus bambergi und die Megalosaurier aus den Tendaguru-Schichten Deutsch-Ostafrikas. Sitzungsberichte der Gesellschaft naturforschender Freunde zu Berlin 1920:225-235.
- Janensch, W. 1922. Das Handskelett von Gigantosaurus robustus und Brachiosaurus brancai aus den Tendaguru-Schichten Deutsch-Ostafrikas. Centralblatt für Mineralogie, Geologie und Paläontologie 1922(15):464-480.
- Janensch, W. 1925. Die Coelurosaurier und Theropoden der Tendaguru-Schichten Deutsch-Ostafrikas. Palaeontographica, Supplement 7 I(1):1-99.
- Janensch, W. 1926. Ueber Magensteine bei Dinosauriern aus Deutsch-Ostafrika. Sitzungsberichte der Gesellschaft naturforschender Freunde zu Berlin 1926:34-36.
- Janensch, W. 1929a. Die Wirbelsäule der Gattung Dicraeosaurus. Palaeontographica, Supplement 7(I, 2):39-133.
- Janensch, W. 1929b. Ein aufgestelltes und rekonstruiertes Skelett von Elaphrosaurus bambergi. Mit einem Nachtrag zur Osteologie dieses Coelurosauriers. Palaeontographica, Supplement 7 I(2):279-286.
- Janensch, W. 1929c. Magensteine bei Sauropoden der Tendaguruschichten. Palaeontographica, Supplement 7 1(2):137-143.
- Janensch, W. 1929d. Material und Formengehalt der Sauropoden in der Ausbeute der Tendaguru-Expedition. Palaeontographica, Supplement 7(I, 2):3-34.
- Janensch, W. 1931. Ein neu aufgestelltes Dinosaurier-Skelett vom Tendaguru in Deutsch-Ostafrika. Forschung und Fortschritte.
- Janensch, W. 1932. Das Zungenbein der Dinosaurier. Sitzungsberichte der Gesellschaft naturforschender Freunde zu Berlin 1932:229-234.
- Janensch, W. 1934. Eine halbseitige überzählige Wirbelbildung bei einem Dinosaurier. Sitzungsberichte der Gesellschaft naturforschender Freunde zu Berlin 1934:458-462.
- Janensch, W. 1935. Ein aufgestelltes Skelett von Dicraeosaurus hansemanni. Palaeontographica, Supplement 7(I, 2):301-308.
- Janensch, W. 1935–36. Die Schädel der Sauropoden Brachiosaurus, Barosaurus und Dicraeosaurus aus den Tendaguru-Schichten Deutsch-Ostafrikas. Palaeontographica, Supplement 7 1(2):147-298.
- Janensch, W. 1936. Über Bahnen von Hirnvenen bei Saurischiern und Ornithischiern, sowie einigen anderen fossilen und rezenten Reptilien. Palaeontologische Zeitschrift 18:181-198.
- Janensch, W. 1937. Skelettrekonstruktion von Brachiosaurus brancai aus den Tendaguru-Schichten Deutsch-Ostafrikas. Zeitschrift der Deutschen Geologischen Gesellschaft 89(8/9):550-552.
- Janensch, W. 1938. Gestalt und Größe von Brachiosaurus und anderen riesenwüchsigen Sauropoden. Der Biologe 7(4):130-134.
- Janensch, W. 1939. Der sakrale Neuralkanal einiger Sauropoden und anderer Dinosaurier. Palaeontologische Zeitschrift 21(3):171-193.
- Janensch, W. 1947. Pneumatizität bei Wirbeln von Sauropoden und anderen Saurischiern. Palaeontographica, Supplement 7(I, 3):1-25.
- Janensch, W. 1950a. Die Skelettrekonstruktion von Brachiosaurus brancai. Palaeontographica, Supplement 7(I, 3):97-103.
- Janensch, W. 1950b. Die systematische Stellung des Ornithopoden Dysalotosaurus aus den Tendaguruschichten. Neues Jahrbuch für Geologie und Paläontologie, Monatshefte 1950:286-287.
- Janensch, W. 1950c. Die Wirbelsäule von Brachiosaurus brancai. Palaeontographica, Supplement 7(I, 3):27-93.
- Janensch, W. 1955. Der Ornithopode Dysalotosaurus der Tendaguruschichten. Palaeontographica, Supplement 7 I(3):105-176.
- Janensch, W. 1961. Die Gliedmaßen und Gliedmaßengürtel der Sauropoden der Tendaguru-Schichten. Palaeontographica, Supplement 7(I, 3):177-235.